# Mantispa flavinota
Mantispa flavinota är en insektsart som beskrevs av Eduard Handschin 1963. Mantispa flavinota ingår i släktet Mantispa och familjen fångsländor. Inga underarter finns listade i Catalogue of Life.